# Tarphonomus certhioides
Tarphonomus certhioides là một loài chim trong họ Furnariidae.
Chúng được tìm thấy ở Argentina, Bolivia và Paraguay. Môi trường sống tự nhiên của chúng là vùng cây bụi khô cận nhiệt đới hoặc nhiệt đới.